# Аша
Аша́ — місто в Росії, адміністративний центр Ашинського району Челябінської області.
Населення 32,7 тис. чол. (2005).
Місто розташоване на крайньому заході області, на кордоні з Башкортостаном, біля підніжжя хребта Каратау, на річці Сім (притока річки Біла), біля впадіння в неї річки Аша, за 377 км на захід від Челябінська.
Залізнична станція Куйбишевської залізниці на лінії Уфа — Челябінськ.

## Історія
Місто було засноване в 1898 в зв'язку з будівництвом чавунного заводу, з 1933 — місто, з 1963 — місто обласного підпорядкування.
Назва має два тлумачення. Одне розглядає топонім з точки зору оцінки місцевих природних умов, зближаючи з тюркським дієсловом «аш», «ас», зі значенням «переходити (через гори)», тобто річка (Аша), що пробивається крізь гори. Інше тлумачення пов'язує назву річки з башкирським родом «асси», «ас», «аша», і походить з назви річки в першоджерелах — Асси.

## Населення

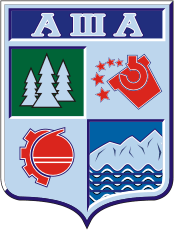
Герб (1997)

| 1931    | 1939    | 1959    | 1967    | 1970    | 1979    | 1989    |
| ------- | ------- | ------- | ------- | ------- | ------- | ------- |
| 6300    | ↗23 600 | ↗36 494 | ↗37 000 | ↗37 378 | ↘36 122 | ↗38 646 |
| 1992    | 1996    | 1998    | 2002    | 2003    | 2005    | 2006    |
| ↗39 100 | ↘37 700 | ↘37 400 | ↘33 926 | ↘33 900 | ↘32 700 | ↘32 300 |
| 2007    | 2008    | 2009    | 2010    | 2011    | 2012    | 2013    |
| ↘31 900 | ↗32 255 | ↘31 476 | ↗31 881 | ↘31 838 | ↘31 542 | ↘31 152 |
| 2014    | 2015    | 2016    | 2017    |         |         |         |
| ↘30 714 | ↘30 383 | ↘30 146 | ↘29 946 |         |         |         |

## Економіка
В Аші розташовані заводи — металургійний, світлотехнічний (електроарматури), лісохімічний комбінат (збудований в 1932 році), виробництво будматеріалів. Ліспромгосп (ліквідований в 2004 році). 
У 2009 році великими і середніми підприємствами обробних виробництв відвантажено товарів власного виробництва, виконано робіт і послуг на суму 10,7 млрд рублів.

## Культура, освіта, туристичні об'єкти
В місті функціонує індустріальний технікум, філія Південно-Уральського державного університету. Також в Аші є Музей природи, Історико-краєзнавчий музей і музейно-виставковий центр.
Поблизу Аши розташований гірськолижний курорт Аджигардак, природоохоронний об'єкт Липова Гора.